# Dibranchus
Dibranchus es un género de peces de la familia ogcocephalidae.

## Especies
Existen 14 especies reconocidas en este género:
- Dibranchus accinctus Bradbury, 1999
- Dibranchus atlanticus W. K. H. Peters, 1876
- Dibranchus cracens Bradbury, McCosker & Long, 1999
- Dibranchus discors Bradbury, McCosker & Long, 1999
- Dibranchus erinaceus Garman, 1899
- Dibranchus hystrix Garman, 1899
- Dibranchus japonicus Amaoka & Toyoshima, 1981
- Dibranchus nasutus Alcock, 1891
- Dibranchus nudivomer Garman, 1899
- Dibranchus sparsus Garman, 1899
- Dibranchus spinosus Garman, 1899
- Dibranchus spongiosa C. H. Gilbert, 1890
- Dibranchus tremendus Bradbury, 1999
- Dibranchus velutinus Bradbury, 1999

### Lectura recomendada
- Peters, W. (C. H.) (1876) Über eine neue, mit Halieutaea verwandte Fischgattung, Dibranchus, aus dem atlantischen Ocean. Monatsberichte der Akademie der Wissenschaft zu Berlin 1875: 736-742, 1 pl.